# 王义明
王义明（1943年10月—），女，汉族，云南昆明人，中华人民共和国政治人物，曾任中国科学院昆明分院副院长，云南省妇女联合会主席，云南省人大常委会副主任。